# Leo Sanford
Leo Sanford (Dallas, Texas; 4 de octubre de 1929-c. 22 de marzo de 2024) fue un jugador estadounidense de fútbol americano que jugó ocho temporadas con dos equipos en la NFL en la posición de linebacker y jugó en dos Pro Bowl.

## Carrera deportiva
A nivel universitario jugó para Louisiana Tech Bulldogs, equipo que luego de retirarse lo nombró miembro del Louisiana Tech Athletic Hall of Fame y en 1991 pasó a formar parte del Louisiana Sports Hall of Fame.
Sería seleccionado en la octava ronda (posición 90 global) del Draft de 1951 por los Chicago Cardinals donde jugó siete temporadas y contó con dos apariciones en el Pro Bowl. Se retiraría en 1958 con los Baltimore Colts.